# Alexeter albocoxatus
Alexeter albocoxatus là một loài tò vò trong họ Ichneumonidae.